# Copa União 1987
Die Copa União 1987 war die 31. Spielzeit der höchsten brasilianischen Fußballliga, der Série A.

## Saisonverlauf
Bereits die Vorbereitung der Saison verlief chaotisch: Der Verband plante das Teilnehmerfeld von 80 auf 28 Klubs zu reduzieren. Von den davon betroffenen Vereinen gelang es Botafogo FR und Coritiba FC, sich per Sportgerichtsbeschluss die Teilnahmeberechtigung zu erstreiten. Der Erfolg dieser beiden Vereine animierte wiederum andere Clubs, ebenfalls juristisch vorzugehen. Das Chaos war perfekt, als der Verband nun auch am Rande des Bankrottes lavierte und finanziell außerstande war eine Meisterschaft abzuhalten.
Die dreizehn selbsternannten großen Vereine organisierten sich zum Clube dos 13, dem Verein der Dreizehn, die drei weitere Vereine einluden und unabhängig vom Verband eine Meisterschaft austrugen. Im sogenannten Grünen Modul, dem modulho verde, spielten diese Clubs um die Copa União (Unionspokal). Auf der anderen Seite gelang es nun dem Verband auch ein Turnier abzuhalten. Hier spielten nun im Gelben Modul, dem modulho amarelho, 16 weitere Klubs um die Taça Roberto Gomes Pedrosa. Mit wenigen Ausnahmen, wie dem Meisterschaftsfinalisten des Vorjahres Guarani FC, waren die Teilnehmer an der Gelben Gruppe eher dem zweiten Glied zuzuordnen.
In der Copa União besiegte CR Flamengo in den Finalspielen SC Internacional aus Porto Alegre. Im Gelben Modul wurde nach einem umstrittenen Ausgang der Finalspiele Guarani vor Sport Recife zum Gewinner erklärt. Der Verband wollte nun, dass in Halbfinales um eine nationale Meisterschaft Flamengo gegen Sport und Internacional gegen Guarani antreten, was die Grünen Teams aber ablehnten. So kam es, dass Sport und Guarani sich in zwei weiteren Spielen um die nationale Meisterschaft gegenüberstanden, in welchen das Team aus Recife knapp die Oberhand behielt. Sport war damit offizieller Brasilianischer Meister und wurde zusammen mit Guarani vom Verband zum Copa Libertadores 1988 gemeldet. Es entwickelte sich allerdings eine jahrelange Diskussion mitsamt Rechtsstreit, wer als der wahre Meister jener Saison zu betrachten ist. Schlussendlich entschied der Supremo Tribunal Federal, der oberste Gerichtshof des Landes, erst 2017, dass Sport Recife und nicht CR Flamengo der einzige Brasilianische Meister des Jahres 1987 ist. Bereits 1987 wurden Flamengo und Internacional vom Nationalen Sportrat wegen deren Nichtantretens gegen die Gelben Teams zum Zwangsabstieg in die Zweite Liga verurteilt, was aber nicht zur Anwendung gebracht wurde. Im darauffolgenden Jahr waren beide Mannschaften unter den insgesamt 24 Teams, die in der höchsten Spielklasse Brasiliens antraten.
Die Série A startete am 11. September 1987 in ihre Saison und endete am 7. Februar 1988. Nach der Saison wurden wie jedes Jahr Auszeichnungen an die besten Spieler des Jahres vergeben. Der „Goldenen Ball“, vergeben von der Sportzeitschrift Placar, ging an Renato Gaúcho vom CR Flamengo. Torschützenkönige wurde Müller mit 10 Treffern vom FC São Paulo.

## Grünes Modul(Copa União)

### Modus
1. Runde: Die Mannschaften wurden in zwei Gruppen aufgeteilt. Zunächst spielten alle Mannschaften einmal gegen die Mannschaften der anderen Gruppe, also A gegen B. Die besten zwei Clubs qualifizierten sich für das Halbfinale.
2. Runde: Nunmehr spielten die Vereine gegen die Clubs aus der eigenen Gruppen jeweils einmal gegeneinander. Die besten zwei Clubs qualifizierten sich für das Halbfinale.
Halbfinale: Hier spielten die Qualifikanten der jeweiligen Gruppen gegeneinander, also die beiden Mannschaften aus Gruppe A spielten gegeneinander

### 1. Runde

#### Gruppe A
| Pl. | Verein           | Sp. | S | U | N | Tore    | Diff. | Punkte |
| --- | ---------------- | --- | - | - | - | ------- | ----- | ------ |
| 1.  | Atlético Mineiro | 8   | 6 | 2 | 0 | 014:300 | +11   | 14     |
| 2.  | Grêmio FBPA      | 8   | 5 | 2 | 1 | 008:100 | +7    | 12     |
| 3.  | SE Palmeiras     | 8   | 4 | 1 | 3 | 006:700 | −1    | 09     |
| 4.  | Botafogo FR      | 8   | 2 | 5 | 1 | 006:100 | +5    | 09     |
| 5.  | EC Bahia         | 8   | 3 | 1 | 4 | 006:100 | −4    | 07     |
| 6.  | CR Flamengo      | 8   | 2 | 3 | 3 | 006:800 | −2    | 07     |
| 7.  | Santa Cruz FC    | 8   | 1 | 4 | 3 | 004:100 | −6    | 06     |
| 8.  | SC Corinthians   | 8   | 1 | 3 | 4 | 004:900 | −5    | 05     |

#### Gruppe B
| Pl. | Verein           | Sp. | S | U | N | Tore    | Diff. | Punkte |
| --- | ---------------- | --- | - | - | - | ------- | ----- | ------ |
| 1.  | SC Internacional | 8   | 4 | 2 | 2 | 010:200 | +8    | 10     |
| 2.  | Fluminense FC    | 8   | 3 | 3 | 2 | 007:600 | +1    | 09     |
| 3.  | Cruzeiro EC      | 8   | 1 | 6 | 1 | 004:500 | −1    | 08     |
| 4.  | CR Vasco da Gama | 8   | 3 | 1 | 4 | 010:700 | +3    | 07     |
| 5.  | Goiás EC         | 8   | 3 | 1 | 4 | 010:800 | +2    | 07     |
| 6.  | FC São Paulo (M) | 8   | 2 | 2 | 4 | 007:700 | ±0    | 06     |
| 7.  | Coritiba FC      | 8   | 2 | 2 | 4 | 006:100 | −4    | 06     |
| 8.  | FC Santos        | 8   | 1 | 4 | 3 | 003:900 | −6    | 06     |

| (M) | Meister des Vorjahres |

### 2. Runde

#### Gruppe A
| Pl. | Verein           | Sp. | S | U | N | Tore    | Diff. | Punkte |
| --- | ---------------- | --- | - | - | - | ------- | ----- | ------ |
| 1.  | Atlético Mineiro | 7   | 4 | 3 | 0 | 007:200 | +5    | 11     |
| 2.  | CR Flamengo      | 7   | 4 | 1 | 2 | 010:400 | +6    | 09     |
| 3.  | SE Palmeiras     | 7   | 3 | 1 | 3 | 005:600 | −1    | 07     |
| 4.  | Botafogo FR      | 7   | 2 | 2 | 3 | 005:500 | ±0    | 06     |
| 5.  | Grêmio FBPA      | 7   | 2 | 2 | 3 | 006:700 | −1    | 06     |
| 6.  | EC Bahia         | 7   | 1 | 4 | 2 | 005:800 | −3    | 06     |
| 7.  | Santa Cruz FC    | 7   | 2 | 1 | 4 | 006:100 | −4    | 05     |
| 8.  | SC Corinthians   | 7   | 1 | 3 | 3 | 005:700 | −2    | 05     |

#### Gruppe B
| Pl. | Verein           | Sp. | S | U | N | Tore    | Diff. | Punkte |
| --- | ---------------- | --- | - | - | - | ------- | ----- | ------ |
| 1.  | Cruzeiro EC      | 7   | 5 | 2 | 0 | 011:100 | +10   | 12     |
| 2.  | FC São Paulo (M) | 7   | 5 | 1 | 1 | 014:500 | +9    | 11     |
| 3.  | Fluminense FC    | 7   | 3 | 2 | 2 | 007:600 | +1    | 08     |
| 4.  | Coritiba FC      | 7   | 2 | 2 | 3 | 009:120 | −3    | 06     |
| 5.  | CR Vasco da Gama | 7   | 2 | 2 | 3 | 007:110 | −4    | 06     |
| 6.  | FC Santos        | 7   | 1 | 3 | 3 | 004:800 | −4    | 05     |
| 7.  | SC Internacional | 7   | 1 | 2 | 4 | 002:800 | −6    | 04     |
| 8.  | Goiás EC         | 7   | 0 | 4 | 3 | 003:700 | −4    | 04     |

| (M) | Meister des Vorjahres |

### Grünes Modul Halbfinale
|                  | Gesamt |                  | Hinspiel | Rückspiel |
| ---------------- | ------ | ---------------- | -------- | --------- |
| CR Flamengo      | 4:2    | Atlético Mineiro | 1:0      | 3:2       |
| SC Internacional | 1:0    | Cruzeiro EC      | 0:0      | 1:0       |

### Grünes Modul Finale
1. Spiel
| SC Internacional                                     | SC Internacional | CR Flamengo | CR Flamengo |
| ---------------------------------------------------- | --- | --- | ----------- |
| SC Internacional                                     | \| 6. Dezember 1987 in Porto Alegre (Estádio Beira-Rio) \| \| Ergebnis: 1:1 (1:1) \| \| Zuschauer: 63.228 \| \| Schiedsrichter: Ulisses Tavares da Silva Filho \| | \| 6. Dezember 1987 in Porto Alegre (Estádio Beira-Rio) \| \| Ergebnis: 1:1 (1:1) \| \| Zuschauer: 63.228 \| \| Schiedsrichter: Ulisses Tavares da Silva Filho \| | CR Flamengo |
| SC Internacional                                     | Cláudio Taffarel, Luís Carlos Winck, Aloísio, Nenê, Paulo Roberto (Norton), Norberto, Luís Fernando, Balalo, Heider, Brítez Cheftrainer: Ênio Andrade             | Zé Carlos, Jorginho, Leandro, Edinho, Leonardo, Andrade, Aílton Ferraz, Zico (Flávio Campos), Renato Gaúcho, Bebeto (Henágio), Zinho Cheftrainer: Carlinhos       | CR Flamengo |
| SC Internacional                                     | 1:1 Amarildo (32.) | 0:1 Bebeto (30.) | CR Flamengo |
| 6. Dezember 1987 in Porto Alegre (Estádio Beira-Rio) | | |             |
| Ergebnis: 1:1 (1:1)                                  | | |             |
| Zuschauer: 63.228                                    | | |             |
| Schiedsrichter: Ulisses Tavares da Silva Filho       | | |             |

2. Spiel
| CR Flamengo                                    | CR Flamengo | SC Internacional | SC Internacional |
| ---------------------------------------------- | --- | --- | ---------------- |
| CR Flamengo                                    | \| 13. Dezember 1987 in Rio de Janeiro (Maracanã) \| \| Ergebnis: 1:0 (1:0) \| \| Zuschauer: 91.034 \| \| Schiedsrichter: José de Assis Aragão \| | \| 13. Dezember 1987 in Rio de Janeiro (Maracanã) \| \| Ergebnis: 1:0 (1:0) \| \| Zuschauer: 91.034 \| \| Schiedsrichter: José de Assis Aragão \|                    | SC Internacional |
| CR Flamengo                                    | Zé Carlos, Jorginho, Leandro, Edinho, Leonardo, Andrade, Aílton Ferraz, Zico (Flávio Campos), Renato Gaúcho, Bebeto, Zinho Cheftrainer: Carlinhos | Cláudio Taffarel, Luís Carlos Winck, Aloísio, Nenê, Paulo Roberto (Beto), Norberto, Luís Fernando, Balalo, Heider (Manu), Amarildo, Brítez Cheftrainer: Ênio Andrade | SC Internacional |
| CR Flamengo                                    | 1:0 Bebeto (16.) | | SC Internacional |
| CR Flamengo                                    | Edinho | Aloísio | SC Internacional |
| 13. Dezember 1987 in Rio de Janeiro (Maracanã) | | |                  |
| Ergebnis: 1:0 (1:0)                            | | |                  |
| Zuschauer: 91.034                              | | |                  |
| Schiedsrichter: José de Assis Aragão           | | |                  |

## Gelbes Modul(Taça Roberto Gomes Pedrosa)

### Modus
Punktevergabe: In den Vorrunden bekam eine Mannschaft für einen Sieg drei Punkte. Bei einem Unentschieden nach der regulären Spielzeit wurde ein Elfmeterschießen ausgetragen. Der Sieger hieraus erhielt zwei Punkte. Der Verlierer des Elfmeterschießens bekam noch einen Punkt. Diese Regelung entfiel ab dem Viertelfinale.
1. Runde: Die Mannschaften wurden in zwei Gruppen aufgeteilt. Zunächst spielten alle Mannschaften einmal gegen die Mannschaften der anderen Gruppe, also A gegen B. Die besten zwei Clubs qualifizierten sich für das Halbfinale.
2. Runde: Nunmehr spielten die Vereine gegen die Clubs aus der eigenen Gruppen jeweils einmal gegeneinander. Die besten zwei Clubs qualifizierten sich für das Halbfinale.
Halbfinale: Hier spielten die Qualifikanten der jeweiligen Gruppen gegeneinander, also die beiden Mannschaften aus Gruppe A spielten gegeneinander

### 1. Runde

#### Gruppe A
Am Ende der ersten Runde gab es, aufgrund Punktgleichheit, ein Entscheidungsspiel zwischen Athletico Paranaense und Guarani FC um den ersten Tabellenplatz. Dieses ging 2:0 für Athletico Paranaense aus.
| Pl. | Verein               | Sp. | S | U | N | Tore    | Diff. | Punkte |
| --- | -------------------- | --- | - | - | - | ------- | ----- | ------ |
| 1.  | Athletico Paranaense | 8   | 4 | 3 | 1 | 009:500 | +4    | 11     |
| 2.  | Guarani FC           | 8   | 5 | 1 | 2 | 010:600 | +4    | 11     |
| 3.  | Criciúma EC          | 8   | 5 | 0 | 3 | 010:900 | +1    | 10     |
| 4.  | Portuguesa           | 8   | 4 | 2 | 2 | 011:600 | +5    | 10     |
| 5.  | Atlético Goianiense  | 8   | 4 | 2 | 2 | 008:600 | +2    | 10     |
| 6.  | Inter de Limeira     | 8   | 4 | 1 | 3 | 006:700 | −1    | 09     |
| 7.  | Rio Branco AC        | 8   | 3 | 2 | 3 | 005:500 | ±0    | 08     |
| 8.  | Joinville EC         | 8   | 2 | 2 | 4 | 007:100 | −3    | 06     |

#### Gruppe B
America FC (RJ) war vom Clube dos 13 nicht berücksichtigt worden und daher vom CBF der Gruppe B im gelben Modul zugeteilt worden. Der Klub trat aber aus Protest dagegen keine Spiele an. Alle Spiele wurden mit 1:0 für die Gegner von America aus der Gruppe A gewertet.
| Pl. | Verein             | Sp. | S | U | N | Tore    | Diff. | Punkte |
| --- | ------------------ | --- | - | - | - | ------- | ----- | ------ |
| 1.  | Sport Recife       | 8   | 5 | 3 | 0 | 013:200 | +11   | 13     |
| 2.  | EC Vitória         | 8   | 3 | 3 | 2 | 008:600 | +2    | 09     |
| 3.  | Bangu AC           | 8   | 3 | 2 | 3 | 005:500 | ±0    | 08     |
| 4.  | Náutico Capibaribe | 8   | 3 | 0 | 5 | 008:130 | −5    | 06     |
| 5.  | FC Treze           | 8   | 2 | 2 | 4 | 008:100 | −2    | 06     |
| 6.  | Ceará SC           | 8   | 2 | 2 | 4 | 005:700 | −2    | 06     |
| 7.  | CS Alagoano        | 8   | 2 | 1 | 5 | 007:150 | −8    | 05     |
| 8.  | America FC (RJ)    | 8   | 0 | 0 | 8 | 000:800 | −8    | 0      |

### 2. Runde

#### Gruppe A
| Pl. | Verein               | Sp. | S | U | N | Tore    | Diff. | Punkte |
| --- | -------------------- | --- | - | - | - | ------- | ----- | ------ |
| 1.  | Guarani FC           | 7   | 4 | 2 | 1 | 009:300 | +6    | 10     |
| 2.  | Criciúma EC          | 7   | 3 | 3 | 1 | 008:300 | +5    | 09     |
| 3.  | Athletico Paranaense | 7   | 2 | 4 | 1 | 008:500 | +3    | 08     |
| 4.  | Portuguesa           | 7   | 3 | 1 | 3 | 003:400 | −1    | 07     |
| 5.  | Inter de Limeira     | 7   | 1 | 5 | 1 | 002:200 | ±0    | 07     |
| 6.  | Rio Branco AC        | 7   | 2 | 2 | 3 | 004:700 | −3    | 06     |
| 7.  | Joinville EC         | 7   | 1 | 3 | 3 | 002:600 | −4    | 05     |
| 8.  | Atlético Goianiense  | 7   | 1 | 2 | 4 | 001:700 | −6    | 04     |

#### Gruppe B
Sport Recife gewann auch die zweite Runde der Gruppe B. Da diese bereits für das Halbfinale qualifiziert waren, musste ein Entscheidungsspiel um den zweiten Platz zwischen den punktgleichen Bangu AC und EC Vitória ausgetragen werden. Dieses endete in der regulären Spielzeit 1:1. Im Elfmeterschießen konnte sich der Bangu AC dann mit 4:3 durchsetzen.
| Pl. | Verein             | Sp. | S | U | N | Tore    | Diff. | Punkte |
| --- | ------------------ | --- | - | - | - | ------- | ----- | ------ |
| 1.  | Sport Recife       | 6   | 4 | 1 | 1 | 006:400 | +2    | 09     |
| 2.  | Bangu AC           | 6   | 3 | 2 | 1 | 008:300 | +5    | 08     |
| 3.  | EC Vitória         | 6   | 2 | 4 | 0 | 007:400 | +3    | 08     |
| 4.  | FC Treze           | 6   | 2 | 2 | 2 | 007:600 | +1    | 06     |
| 5.  | Náutico Capibaribe | 6   | 1 | 2 | 3 | 005:900 | −4    | 04     |
| 6.  | Ceará SC           | 6   | 2 | 0 | 4 | 004:700 | −3    | 04     |
| 7.  | CS Alagoano        | 6   | 0 | 3 | 3 | 002:600 | −4    | 03     |

### Gelbes Modul Halbfinale
|                      | Gesamt |              | Hinspiel | Rückspiel |
| -------------------- | ------ | ------------ | -------- | --------- |
| Athletico Paranaense | 0:1    | Guarani FC   | 0:0      | 0:1       |
| Bangu AC             | 4:5    | Sport Recife | 3:2      | 1:3       |

### Gelbes Modul Finale
In beiden Spielen war eine Mannschaft erfolgreich. Dann nur der Sieg und kein Torverhältnis bei der Austragung zur Wertung kam, wurde im Anschluss des zweiten Spiels ein Elfmeterschießen abgehalten. Dieses endete 11:11. Die Klubs einigten sich darauf, dass kein Sieger festzustellen sei und erklärten beide Mannschaften zum Sieger des gelben Moduls.

#### 1. Spiel
| Guarani FC                                            | Guarani FC | Sport Recife | Sport Recife |
| ----------------------------------------------------- | --- | --- | ------------ |
| Guarani FC                                            | \| 6. Dezember 1987 in Campinas (Estádio Brinco de Ouro) \| \| Ergebnis: 2:0 (2:0) \| \| Zuschauer: 2.415 \| \| Schiedsrichter: Luís Carlos Félix \| | \| 6. Dezember 1987 in Campinas (Estádio Brinco de Ouro) \| \| Ergebnis: 2:0 (2:0) \| \| Zuschauer: 2.415 \| \| Schiedsrichter: Luís Carlos Félix \| | Sport Recife |
| Guarani FC                                            | Cheftrainer: Pedro Rocha | Cheftrainer: Emerson Leão | Sport Recife |
| Guarani FC                                            | 1:0 Evair (11.) 2:0 Evair (27.) | | Sport Recife |
| 6. Dezember 1987 in Campinas (Estádio Brinco de Ouro) | | |              |
| Ergebnis: 2:0 (2:0)                                   | | |              |
| Zuschauer: 2.415                                      | | |              |
| Schiedsrichter: Luís Carlos Félix                     | | |              |

#### 2. Spiel
| Sport Recife                                         | Sport Recife | Guarani FC | Guarani FC |
| ---------------------------------------------------- | --- | --- | ---------- |
| Sport Recife                                         | \| 13. Dezember 1987 in Recife (Estádio Ilha do Retiro) \| \| Ergebnis: 3:0 (1:0) \| \| Zuschauer: 16.674 \| \| Schiedsrichter: Josenil dos Santos Souza \| | \| 13. Dezember 1987 in Recife (Estádio Ilha do Retiro) \| \| Ergebnis: 3:0 (1:0) \| \| Zuschauer: 16.674 \| \| Schiedsrichter: Josenil dos Santos Souza \| | Guarani FC |
| Sport Recife                                         | Cheftrainer: Emerson Leão | Cheftrainer: Pedro Rocha | Guarani FC |
| Sport Recife                                         | 1:0 Nando (16.) 2:0 Macaé (61.) 3:0 Macaé (64.) | | Guarani FC |
| 13. Dezember 1987 in Recife (Estádio Ilha do Retiro) | | |            |
| Ergebnis: 3:0 (1:0)                                  | | |            |
| Zuschauer: 16.674                                    | | |            |
| Schiedsrichter: Josenil dos Santos Souza             | | |            |

## Endrunde

### Endrunde Halbfinale
Nach Willen des Verbandes sollten die Finalisten der grünen und der gelben Gruppe in einem Halbfinale aufeinander treffen. Die Paarungen sollten lauten: Flamengo gegen Sport und Internacional gegen Guarani antreten, was die Grünen Teams aber ablehnten. So kam es, dass Sport und Guarani sich in zwei weiteren Spielen um die nationale Meisterschaft gegenüberstanden, in welchen das Team aus Recife knapp die Oberhand behielt.

### Endrunde Finale

#### 1. Spiel
| Guarani FC                                           | Guarani FC | Sport Recife | Sport Recife |
| ---------------------------------------------------- | --- | --- | ------------ |
| Guarani FC                                           | \| 31. Januar 1988 in Campinas (Estádio Brinco de Ouro) \| \| Ergebnis: 1:1 (0:0) \| \| Zuschauer: 4.627 \| \| Schiedsrichter: Carlos Elias Pimentel \|            | \| 31. Januar 1988 in Campinas (Estádio Brinco de Ouro) \| \| Ergebnis: 1:1 (0:0) \| \| Zuschauer: 4.627 \| \| Schiedsrichter: Carlos Elias Pimentel \|            | Sport Recife |
| Guarani FC                                           | Sérgio, Giba, Luciano, Ricardo Rocha, Albéris (Gil Baiano), Paulo Isidoro, Nei (Carlinhos), Boiadeiro, Catatau, Mário Maguila, João Paulo Cheftrainer: Pedro Rocha | Flavio, Betão, Estevam Soares, Marco Antonio, Zé Carlos Macaé, Rogério, Zico, Ribamar (Disco), Robertinho, Nando Lambada (Augusto), Neco Cheftrainer: Emerson Leão | Sport Recife |
| Guarani FC                                           | 1:1 Catatau (27.) | 0:1 Betão (52.) | Sport Recife |
| 31. Januar 1988 in Campinas (Estádio Brinco de Ouro) | | |              |
| Ergebnis: 1:1 (0:0)                                  | | |              |
| Zuschauer: 4.627                                     | | |              |
| Schiedsrichter: Carlos Elias Pimentel                | | |              |

#### 2. Spiel
| Sport Recife                                       | Sport Recife | Guarani FC | Guarani FC |
| -------------------------------------------------- | --- | --- | ---------- |
| Sport Recife                                       | \| 7. Februar 1988 in Recife (Estádio Ilha do Retiro) \| \| Ergebnis: 1:0 (0:0) \| \| Zuschauer: 26.282 \| \| Schiedsrichter: Luís Carlos Félix \|         | \| 7. Februar 1988 in Recife (Estádio Ilha do Retiro) \| \| Ergebnis: 1:0 (0:0) \| \| Zuschauer: 26.282 \| \| Schiedsrichter: Luís Carlos Félix \|                  | Guarani FC |
| Sport Recife                                       | Flavio, Betão, Estevam Soares, Marco Antonio, Zé Carlos Macaé, Rogério, Ribamar (Augusto), Zico, Robertinho, Nando Lambada, Neco Cheftrainer: Emerson Leão | Sérgio, Gil Baiano, Luciano, Ricardo Rocha, Albéris, Paulo Isidoro, Nei (Carlinhos), Boiadeiro, Catatau (Mário Maguila), Evair, João Paulo Cheftrainer: Pedro Rocha | Guarani FC |
| Sport Recife                                       | 1:0 Marco Antônio (64.) | | Guarani FC |
| 7. Februar 1988 in Recife (Estádio Ilha do Retiro) | | |            |
| Ergebnis: 1:0 (0:0)                                | | |            |
| Zuschauer: 26.282                                  | | |            |
| Schiedsrichter: Luís Carlos Félix                  | | |            |

## Torschützenliste
| Pl. | Nat.        | Spieler       | Verein       | Tore    | Modul |
| --- | ----------- | ------------- | ------------ | ------- | ----- |
| 1   | Brasilianer | Müller        | FC São Paulo | 10 Tore | Grün  |
| 2   | Brasilianer | Evair         | Guarani FC   | 9 Tore  | Gelb  |
| 3   | Brasilianer | Nando Lambada | Sport Recife | 8 Tore  | Gelb  |
| 3   | Brasilianer | Júnior        | Vitoria      | 8 Tore  | Gelb  |

Liste der Fußball-Torschützenkönige Série A (Brasilien)

## Module Weiß und Blau
In den Modulen Weiß, auch Taça Rubens Moreira, und Blau, auch Taça Heleno Nunes, traten jeweils 24 weitere Klubs an. Nach den Regularien des CBF sollten hier zwölf Teilnehmer für die Série B 1988 ermittelt werden. Dabei war es unklar, ob jeweils die besten sechs Klubs pro Modul oder die insgesamt zwölf Klubs gemeint waren. Bei der späteren Bildung der Wettbewerbe für 1988 nicht mehr beachtet und keiner der Klubs nahm an diesen aufgrund dieser Qualifikation teil. Die beiden Module werden als eine Austragung der dritten Liga angesehen, aber nicht für diese gewertet.

### Weißes Modul (Taça Rubens Moreira)

#### Gruppe A
| Pl. | Verein                       | Sp. | S | U | N | Tore    | Diff. | Punkte |
| --- | ---------------------------- | --- | - | - | - | ------- | ----- | ------ |
| 1.  | Mixto EC                     | 6   | 3 | 3 | 0 | 005:200 | +3    | 09     |
| 2.  | Operário FC (MS)             | 6   | 4 | 0 | 2 | 009:400 | +5    | 08     |
| 3.  | CE Operário Várzea-Grandense | 5   | 1 | 2 | 2 | 004:400 | ±0    | 04     |
| 4.  | Sobradinho EC                | 5   | 0 | 1 | 4 | 000:800 | −8    | 01     |

#### Gruppe B
| Pl. | Verein                  | Sp. | S | U | N | Tore    | Diff. | Punkte |
| --- | ----------------------- | --- | - | - | - | ------- | ----- | ------ |
| 1.  | Auto EC (PB)            | 6   | 5 | 0 | 1 | 011:300 | +8    | 10     |
| 2.  | AE Catuense             | 6   | 3 | 1 | 2 | 008:700 | +1    | 07     |
| 3.  | Central SC              | 6   | 2 | 1 | 3 | 006:100 | −4    | 05     |
| 4.  | Clube de Regatas Brasil | 6   | 1 | 0 | 5 | 006:110 | −5    | 02     |

#### Gruppe C
| Pl. | Verein           | Sp. | S | U | N | Tore    | Diff. | Punkte |
| --- | ---------------- | --- | - | - | - | ------- | ----- | ------ |
| 1.  | Botafogo FC (PB) | 6   | 3 | 1 | 2 | 008:900 | −1    | 07     |
| 2.  | América FC (RN)  | 6   | 2 | 3 | 1 | 008:500 | +3    | 07     |
| 3.  | Fortaleza EC     | 6   | 2 | 2 | 2 | 006:500 | +1    | 06     |
| 4.  | ABC Natal        | 6   | 1 | 2 | 3 | 007:100 | −3    | 04     |

#### Gruppe D
| Pl. | Verein              | Sp. | S | U | N | Tore    | Diff. | Punkte |
| --- | ------------------- | --- | - | - | - | ------- | ----- | ------ |
| 1.  | Ferroviário AC (CE) | 6   | 3 | 1 | 2 | 007:500 | +2    | 07     |
| 2.  | Serrano SC          | 6   | 2 | 2 | 2 | 003:300 | ±0    | 06     |
| 3.  | Sampaio Corrêa FC   | 6   | 2 | 2 | 2 | 003:400 | −1    | 06     |
| 4.  | Maranhão AC         | 6   | 2 | 1 | 3 | 006:700 | −1    | 05     |

#### Gruppe E
| Pl. | Verein                | Sp. | S | U | N | Tore    | Diff. | Punkte |
| --- | --------------------- | --- | - | - | - | ------- | ----- | ------ |
| 1.  | Moto Club de São Luís | 6   | 4 | 0 | 2 | 010:200 | +8    | 08     |
| 2.  | Piauí EC              | 6   | 2 | 3 | 1 | 004:200 | +2    | 07     |
| 3.  | Imperatriz Desportos  | 6   | 1 | 2 | 3 | 003:700 | −4    | 04     |
| 4.  | Ríver AC              | 6   | 1 | 1 | 4 | 004:100 | −6    | 03     |

#### Gruppe F
| Pl. | Verein               | Sp. | S | U | N | Tore    | Diff. | Punkte |
| --- | -------------------- | --- | - | - | - | ------- | ----- | ------ |
| 1.  | Paysandu SC          | 6   | 4 | 1 | 1 | 011:600 | +5    | 09     |
| 2.  | Tuna Luso Brasileira | 6   | 3 | 1 | 2 | 006:600 | ±0    | 07     |
| 3.  | Nacional FC (AM)     | 6   | 2 | 1 | 3 | 006:900 | −3    | 05     |
| 4.  | Rio Negro Clube      | 6   | 1 | 1 | 4 | 006:800 | −2    | 03     |

#### 2. Runde
|                      | Gesamt          |                       | Hinspiel | Rückspiel |
| -------------------- | --------------- | --------------------- | -------- | --------- |
| Auto EC (PB)         | 0:4             | Mixto EC              | 0:1      | 0:3       |
| Operário FC (MS)     | 4:2             | AE Catuense           | 2:0      | 2:2       |
| Sampaio Corrêa FC    | 1:1 (2:3 i. E.) | Botafogo FC (PB)      | 1:1      | 0:0       |
| América FC (RN)      | 3:0             | Ferroviário AC (CE)   | 1:0      | 2:0       |
| Tuna Luso Brasileira | 3:0             | Moto Club de São Luís | 2:0      | 0:2       |
| Piauí EC             | 1:3             | Paysandu SC           | 1:1      | 0:2       |

#### 3. Runde
|                      | Gesamt |                  | Hinspiel | Rückspiel |
| -------------------- | ------ | ---------------- | -------- | --------- |
| Tuna Luso Brasileira | 2:3    | Paysandu SC      | 2:2      | 0:1       |
| Operário FC (MS)     | 4:2    | Mixto EC         | 2:0      | 2:2       |
| América FC (RN)      | 1:2    | Botafogo FC (PB) | 1:0      | 0:2       |

#### Finalrunde
| Pl. | Verein           | Sp. | S | U | N | Tore    | Diff. | Punkte |
| --- | ---------------- | --- | - | - | - | ------- | ----- | ------ |
| 1.  | Operário FC (MS) | 2   | 1 | 1 | 0 | 002:100 | +1    | 03     |
| 2.  | Paysandu SC      | 2   | 1 | 0 | 1 | 003:200 | +1    | 02     |
| 3.  | Botafogo FC (PB) | 2   | 0 | 1 | 1 | 000:200 | −2    | 01     |

| Datum     |                  | Ergebnis |                  |
| --------- | ---------------- | -------- | ---------------- |
| 9.12.1987 | Paysandu SC      | 2:0      | Botafogo FC (PB) |
| 24.1.1988 | Botafogo FC (PB) | 0:0      | Operário FC (MS) |
| 30.1.1988 | Operário FC (MS) | 2:1      | Paysandu SC      |

### Blaues Modul (Taça Heleno Nunes)

#### Gruppe A
| Pl. | Verein             | Sp. | S | U | N | Tore    | Diff. | Punkte |
| --- | ------------------ | --- | - | - | - | ------- | ----- | ------ |
| 1.  | Chapecoense        | 6   | 2 | 4 | 0 | 006:400 | +2    | 08     |
| 2.  | FC Santa Cruz (RS) | 6   | 2 | 4 | 0 | 006:300 | +3    | 08     |
| 3.  | EC Pinheiros (PR)  | 5   | 1 | 2 | 2 | 005:400 | +1    | 04     |
| 4.  | CE Bento Gonçalves | 5   | 0 | 2 | 3 | 002:800 | −6    | 02     |

#### Gruppe B
| Pl. | Verein            | Sp. | S | U | N | Tore    | Diff. | Punkte |
| --- | ----------------- | --- | - | - | - | ------- | ----- | ------ |
| 1.  | SER Caxias do Sul | 6   | 3 | 1 | 2 | 006:400 | +2    | 07     |
| 2.  | EC Juventude      | 6   | 2 | 3 | 1 | 006:400 | +2    | 07     |
| 3.  | Avaí FC           | 6   | 2 | 3 | 1 | 004:300 | +1    | 07     |
| 4.  | Londrina EC       | 6   | 1 | 1 | 4 | 004:900 | −5    | 03     |

#### Gruppe C
| Pl. | Verein              | Sp. | S | U | N | Tore    | Diff. | Punkte |
| --- | ------------------- | --- | - | - | - | ------- | ----- | ------ |
| 1.  | CA Juventus         | 6   | 2 | 4 | 0 | 006:100 | +5    | 08     |
| 2.  | Americano FC (RJ)   | 6   | 2 | 3 | 1 | 003:200 | +1    | 07     |
| 3.  | AD Ferroviária      | 6   | 1 | 3 | 2 | 005:400 | +1    | 05     |
| 4.  | Estrela do Norte FC | 6   | 2 | 0 | 4 | 002:900 | −7    | 04     |

#### Gruppe D
| Pl. | Verein           | Sp. | S | U | N | Tore    | Diff. | Punkte |
| --- | ---------------- | --- | - | - | - | ------- | ----- | ------ |
| 1.  | Tupi FC          | 6   | 4 | 0 | 2 | 009:300 | +6    | 08     |
| 2.  | Botafogo FC (SP) | 6   | 3 | 1 | 2 | 006:700 | −1    | 07     |
| 3.  | América Mineiro  | 6   | 2 | 1 | 3 | 004:600 | −2    | 05     |
| 4.  | Goytacaz FC      | 6   | 2 | 0 | 4 | 005:800 | −3    | 04     |

#### Gruppe E
| Pl. | Verein          | Sp. | S | U | N | Tore    | Diff. | Punkte |
| --- | --------------- | --- | - | - | - | ------- | ----- | ------ |
| 1.  | Uberlândia EC   | 6   | 3 | 2 | 1 | 005:100 | +4    | 08     |
| 2.  | Uberaba SC      | 6   | 2 | 3 | 1 | 002:100 | +1    | 07     |
| 3.  | América Mineiro | 6   | 2 | 2 | 2 | 002:300 | −1    | 06     |
| 4.  | Itumbiara EC    | 6   | 0 | 3 | 3 | 000:400 | −4    | 03     |

#### Gruppe F
| Pl. | Verein         | Sp. | S | U | N | Tore    | Diff. | Punkte |
| --- | -------------- | --- | - | - | - | ------- | ----- | ------ |
| 1.  | AA Ponte Preta | 6   | 4 | 2 | 0 | 012:300 | +9    | 10     |
| 2.  | Corumbaense FC | 6   | 2 | 1 | 3 | 008:100 | −2    | 05     |
| 3.  | AA Anapolina   | 6   | 1 | 3 | 2 | 003:500 | −2    | 05     |
| 4.  | Brasília FC    | 6   | 1 | 2 | 3 | 005:100 | −5    | 04     |

#### 2. Runde
|                    | Gesamt          |                   | Hinspiel | Rückspiel |
| ------------------ | --------------- | ----------------- | -------- | --------- |
| EC Juventude       | 3:2             | Chapecoense       | 2:1      | 1:1       |
| FC Santa Cruz (RS) | 1:2             | SER Caxias do Sul | 1:1      | 0:1       |
| Botafogo FC (SP)   | 1:1 (5:4 i. E.) | CA Juventus       | 1:0      | 0:1       |
| Americano FC (RJ)  | 2:0             | Tupi FC           | 1:0      | 1:0       |
| Corumbaense FC     | 2:2             | Uberlândia EC     | 1:0      | 1:2       |
| Uberaba SC         | 2:3             | AA Ponte Preta    | 2:0      | 0:3       |

#### 3. Runde
|                   | Gesamt |                   | Hinspiel | Rückspiel |
| ----------------- | ------ | ----------------- | -------- | --------- |
| Uberlândia EC     | 5:3    | AA Ponte Preta    | 5:0      | 0:3       |
| Americano FC (RJ) | 3:2    | Botafogo FC (SP)  | 3:1      | 0:1       |
| EC Juventude      | 2:1    | SER Caxias do Sul | 1:0      | 1:1       |

#### Finalrunde
| Pl. | Verein            | Sp. | S | U | N | Tore    | Diff. | Punkte |
| --- | ----------------- | --- | - | - | - | ------- | ----- | ------ |
| 1.  | Americano FC (RJ) | 2   | 1 | 1 | 0 | 002:000 | +2    | 03     |
| 2.  | Uberlândia EC     | 2   | 1 | 0 | 1 | 002:200 | ±0    | 02     |
| 3.  | EC Juventude      | 2   | 0 | 1 | 1 | 000:200 | −2    | 01     |

| Datum  |                   | Ergebnis |                   |
| ------ | ----------------- | -------- | ----------------- |
| 5.12.  | EC Juventude      | 0:0      | Americano FC (RJ) |
| 9.12.  | Americano FC (RJ) | 2:0      | Uberlândia EC     |
| 24.12. | Uberlândia EC     | 2:1      | EC Juventude      |